# Районы Греции
Местные районы (греч. Τοπικό Διαμέρισμα) — административные единицы 4-го уровня в Греции. Входят в состав общин (димов и сельских общин).
Центром является определенный город, поселок или несколько поселений.
Название местные районы (греч. Τοπικό Διαμέρισμα) было введено в 2006 году законом 3463/2006, № F.E.K. 114/8-6-2006. До этого делились на муниципа́льные (городские) райо́ны (греч. Δημοτικό Διαμέρισμα) и сельские (общинные) райо́ны (греч. Κοινοτικό Διαμέρισμα).